# Joseph Höffner
Joseph Höffner (Horhausen, Alemanya, 24 de desembre de 1906 – Colònia, Alemanya, 16 d'octubre de 1987) va ser un cardenal alemany de l'Església catòlica Romana. Va servir com Arquebisbe de Colònia entre 1969 a 1987 i va ser elevat a cardenal l'any 1969.
L'Arxidiòcesi de Colònia, en un comunicat del 2007, va indicar la seva intenció d'obrir una causa per a la seva beatificació.

## Biografia
Nascut en Horhausen, Höffner va assistir al seminari de Friburg de Brisgòvia i a la Pontifícia Universitat Gregoriana de Roma abans de ser ordenat com a sacerdot pel cardenal Francesco Marchetti-Selvaggiani el 30 d'octubre de 1932. Va ser doctor en filosofia per la Universitat Gregoriana de Roma (1929); doctor en Teologia a Roma (1934), amb el treball ”Soziale Gerechtigkeit und soziale Liebe”, i a Friburg de Brisgòvia (1938), amb el treball ”Bauer und Kirche im deutschen Mittelalter"; i doctor en ciències polítiques el 1940. També va obtenir el grau en economia el 1939. El 1944 va obtenir la càtedra de Teologia Moral de la Universitat de Friburg, amb la tesi ”Christentum und Menschenwürde. Das Anliegen der spanischen Kolonialethik im Goldenen Zeitalter” publicada en 1947.
Entre 1934 i 1945 va fer pastoral a Trier, mentre feia de professor al Seminari de la localitat i també a la Universitat de Münster. El 1951 va fundar l'Institut de Ciències Socials Cristianes de Múnic, i entre 1951 i 1961 va exercir diferents càrrecs en l'Institut, com ara director o professor.
El 9 de juliol de 1962, Höffner va ser nomenat Bisbe de Münster. Va rebre la seva consagració episcopal el 14 setembre d'aquell mateix anys de mans del Bisbe de Trèveris Matthias Wehr, amb bisbes Heinrich Baaken i Heinrich Tenhumberg exercint de consagradors. Höffner va assistir al Segon Concili Vaticà de 1962 a 1965, i va ser promogut a coadjutor de l'Arquebisbe de Colònia i bisbe titular d'Aquileia el 6 de gener de 1969. Va reemplaçar Josef Frings com a Arquebisbe de Colònia el 24 de febrer de 1969. Höffner va dimitir del càrrec el 14 de setembre de 1987, després de disset anys d'episcopat.
Höffner va morir tan sols un mes després, als 80 anys. Està enterrat a la catedral de Colònia. A títol pòstum, el 2003 l'Estat d'Isreal li va atorgar el títol "Righteous Entre les Nacions", per haver salvat vides jueves durant Segona Guerra Mundial.

## Obres
- Höffner, Joseph. Christentum und menschenwürde (en alemany).  Trier: Paulinus, 1947.
- Höffner, Joseph. Antonio Truyol Serra (ed.). La ética colonial española del Siglo de Oro : cristianismo y dignidad humana (en castellà). Traducció: Francisco de Asis Caballero.  Madrid: Ediciones Cultura Hispánica, 1957.
- Höffner, Joseph. Problemas éticos de la época industrial (en castellà).  Madrid: Rialp, 1962 (Libros de bolsillo Rialp ; 19).
- Höffner, Joseph. Doctrina social cristiana (en castellà).  Madrid: Rialp, 1964 (Naturaleza e Historia ; 10).
- Höffner, Joseph. Ehe und Familie : Wesen und Wandel in der Industriellen Gesellschaft (en alemany). Zweite erweiterte Auflage.  Münster: Verlag Regensberg, 1965.
- Höffner, Joseph. Lothar Roos (ed.). Doctrina Social cristiana (en castellà). Traducció: Montserrat Herrero..  Barcelona: Herder, 2001.